# Bellamyus
Bellamyus es un género de escarabajos de la familia Buprestidae.

## Especies
- Bellamyus acutiformis Curletetti, 2002
- Bellamyus fulgidus Curletetti, 1997
- Bellamyus maddalenae Curletetti, 2002
- Bellamyus opacus Curletetti & Bellamy, 2005